# Europäische Fachhochschule
Die EUFH – Hochschule für Gesundheit, Soziales und Pädagogik (bis 2022 Europäische Fachhochschule) ist eine staatlich anerkannte Hochschule mit Sitz in Köln. Sie ist die einzige private Hochschule in Deutschland, die auf die Bereiche Gesundheit, Soziales und Pädagogik spezialisiert ist. Innerhalb dieser Spezialisierung werden duale und berufsbegleitende Bachelor- und Masterstudiengänge angeboten.
2001 in Brühl gegründet, befinden sich der Sitz und primäre Campus der EUFH seit 2023 in Köln. Daneben betreibt die EUFH auch Standorte in Berlin, Rheine und Rostock.
2008 wurde die EUFH ohne Auflagen vom Wissenschaftsrat für zehn Jahre institutionell akkreditiert. 2021 wurde die EUFH nach Erfüllung der schließlich vom Wissenschaftsrat geforderten Auflagen zum zweiten Mal für zehn Jahre institutionell akkreditiert.

## Geschichte

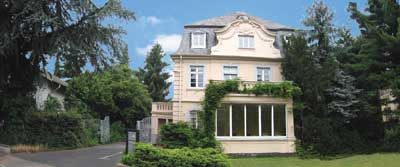
Ehemaliges Verwaltungsgebäude in der Kaiserstraße in Brühl

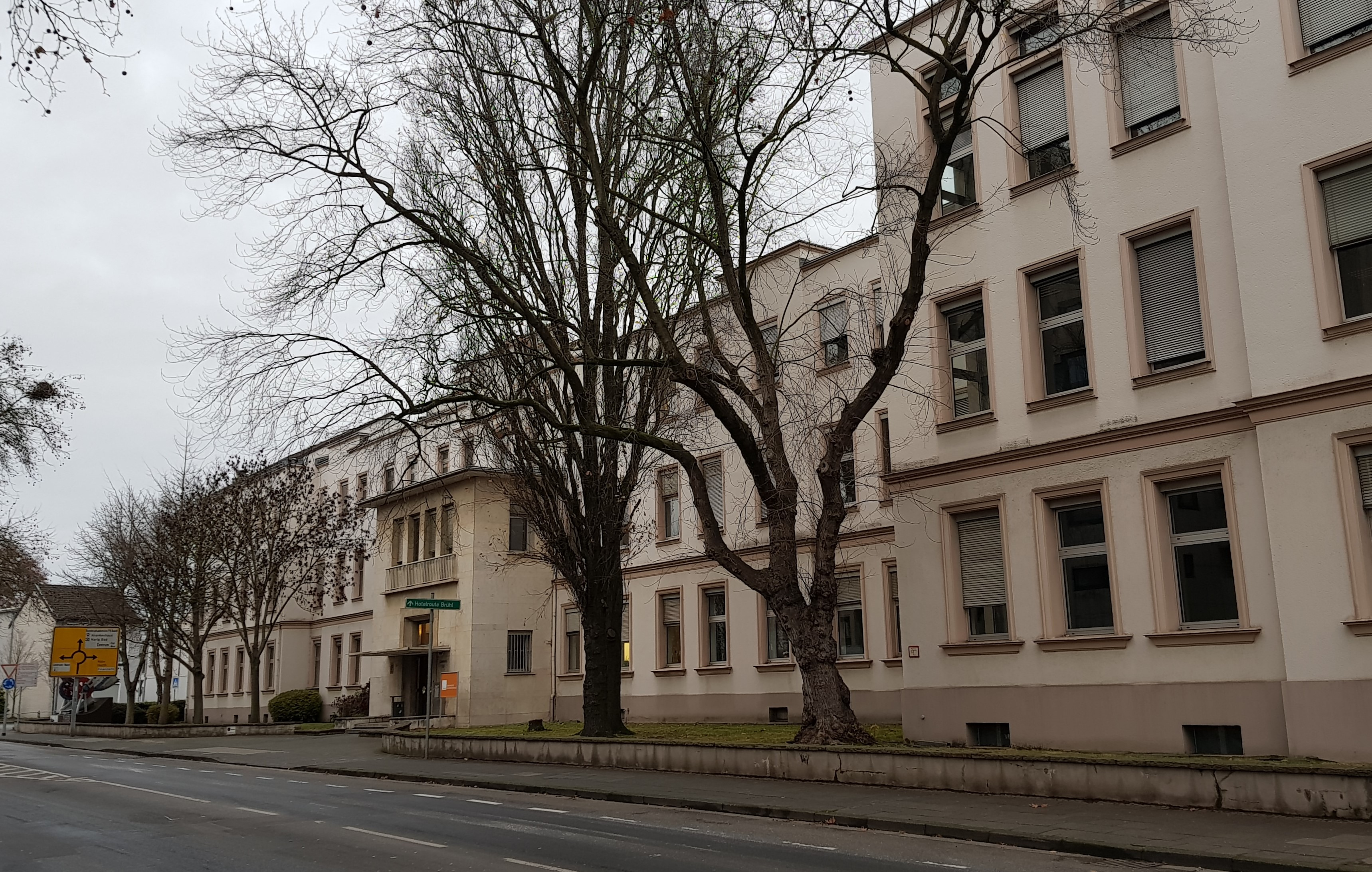
Ehemaliges Seminargebäude in der Comesstraße in Brühl

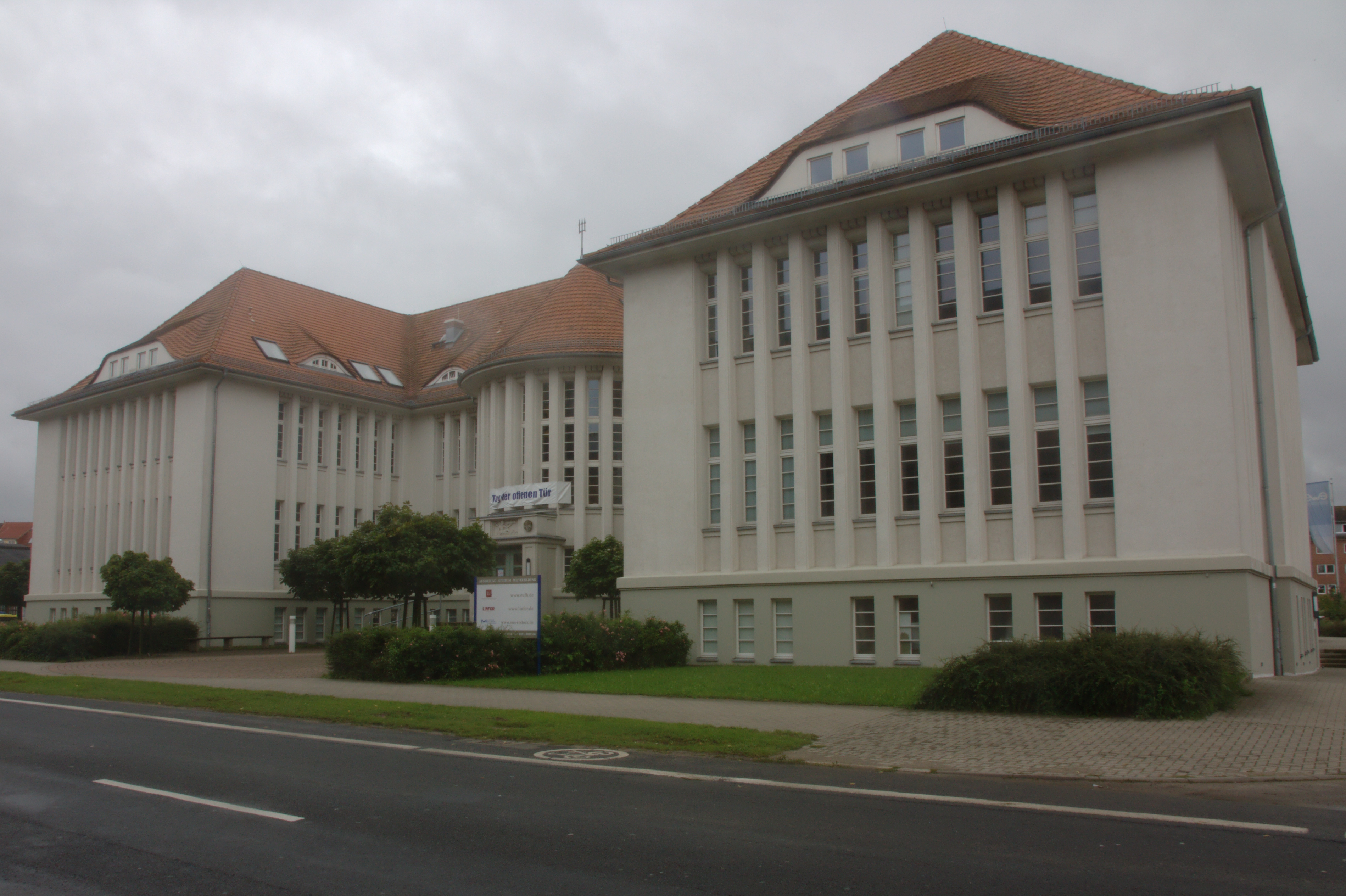
Seminargebäude in der Werftstraße in Rostock

Am 19. Juni 2001 erteilte das Ministerium für Wissenschaft und Forschung des Landes Nordrhein-Westfalen der damaligen Europäischen Fachhochschule die staatliche Anerkennung. Offiziell eröffnet wurde diese am 13. November 2001. Damals noch mit dem Fokus auf Wirtschaft und mit einem einzigen Standort in Brühl, startete der erste Studiengang im Handelsmanagement.
2010 gründete die EUFH den Fachbereich für Angewandte Gesundheitswissenschaften. 2016 erfolgte die Übernahme der Europäischen Hochschule durch die Unternehmensgruppe Klett. 2018 wurde das duale Konzept für die Gesundheitsberufe eingeführt. Nach dem Fachbereich für Angewandte Gesundheitswissenschaften erweiterte die EUFH ihr Studiengangsangebot 2019 um den Fachbereich für Soziales. Ein Jahr später folgte der Fachbereich für Pädagogik.
2021 übergab die EUFH ihren kompletten Fachbereich für Management und Technik an die CBS International Business School. In diesem Zuge erfolgte eine Umbenennung in EUFH – Hochschule für Gesundheit, Soziales und Pädagogik.

## Studienangebot
Ein duales Studium ist in Berlin, Köln, Rheine sowie in Rostock möglich. Praktische Erfahrungen machen die Studierenden sowohl in Unternehmen und Einrichtungen als auch am Campus in speziellen Praxisräumen, Skills Labs und Lernwerkstätten unter der Anleitung der Lehrenden.
Berufsbegleitend studieren kann man an der EU|FH von überall aus, denn alle entsprechenden Bachelor- und Masterstudiengänge werden bundesweit angeboten. Auch findet ein Großteil der Lehrveranstaltungen live online statt.

### Studiengänge

#### Duale Bachelorstudiengänge
- Digital Health Management (B.Sc.)
- Ergotherapie (B.Sc.)
- Ernährungstherapie (B.Sc.)
- Grundschulpädagogik (B.A.)
- Kindheitspädagogik (B.A.)
- Logopädie (B.Sc.)
- Physiotherapie (B.Sc.)
- Soziale Arbeit (B.A.)
- Sport- & Ernährungscoach (B.Sc.)

#### Berufsbegleitende Bachelorstudiengänge
- Dentalhygiene & Präventionsmanagement (B.Sc.)
- Ergotherapie (B.Sc.)
- Gerontotherapie (B.Sc.)
- Logopädie (B.Sc.)
- Physician Assistance (B.Sc.)
- Physiotherapie (B.Sc.)

#### Berufsbegleitende Masterstudiengänge
- Betriebliches Gesundheitsmanagement (M.Sc.)
- Gesundheitsbildung & -pädagogik (M.A.)
- Gesundheitsforschung & Therapiewissenschaften (M.Sc.)
- Global Health (M.Sc.)
- Interdisziplinäre Schmerztherapie (M.Sc.)
- Nachhaltigkeit & Soziale Innovation (M.A.)
- Physician Assistance (M.Sc.)
- Schulpädagogik (M.A.)
- Soziale Arbeit & Pädagogik (M.A.)